# Sâm bố chính
Sâm bố chính hay còn gọi là sâm báo, Sâm Thổ Hào (Thổ Hào Sâm) (danh pháp hai phần: Abelmoschus sagittifolius) là một loài thực vật có hoa trong họ Cẩm quỳ. Chúng được (Kurz) Merr. miêu tả khoa học đầu tiên năm 1924.
Trong các tài liệu khoa học và nghiên cứu tại Việt Nam, đôi khi loài này còn được ghi nhận dưới tên đồng nghĩa là Hibiscus sagittifolius Kurz. Một số tài liệu cũ hơn hoặc các nghiên cứu phân loại có thể đề cập đến các tên đồng nghĩa khác phản ánh sự phức tạp trong lịch sử phân loại của chi Abelmoschus và Hibiscus.  Sâm này còn có các tên gọi khác là Sâm Thổ Hào (Thổ Hào Sâm), Sâm bố chính, Sâm báo, Sâm Nam.
Loài thực vật này Tên của Sâm thường được gắn liền với các địa danh khi tìm thấy. Sâm được dân tìm thấy ở Núi Báo Thanh Hoá nên gọi là Sâm Báo, tương tự với Nhân Sâm Phú Yên Phú Yên và Sâm Cúc Phương Ninh Bình. Sâm được danh y Hải Thượng Lãn Ông tìm thấy tại châu Bố Chính nay là huyện Bố Trạch, tỉnh Quảng Bình và dùng làm thuốc ghi trong Bộ Hải Thượng Y Tông Tâm Lĩnh - ở đó ông gọi là Nam Nhân Sâm, nhưng các sách Đông Y sau này ghi chép theo địa danh nên về sau thường được gọi là Sâm Bố Chính. Tuy nhiên, tên Sâm Thổ Hào tại Thanh Hà, Thanh Chương, Nghệ An nhờ Tiến sỹ Phạm Kinh Vỹ di thực và trồng rộng rãi trong làng Thổ Hào từ 300 năm trước, trong lịch sử có ghi về việc tiến Vua.

## Đặc điểm hình thái
●      Dạng Sống và Thân: Cây thân thảo, sống lâu năm, cao từ 30-50 cm đến 1 m hoặc hơn. Thân thường mọc đứng yếu ớt, đôi khi dựa vào cây khác hoặc bò lan trên mặt đất, thân cành hình trụ và có lông. 
●      Rễ: Phát triển thành củ hình trụ, đường kính 1,5-3 cm hoặc lớn hơn, vỏ ngoài màu trắng nhạt hoặc vàng nhạt, mặt cắt ngang màu trắng hoặc trắng ngà.
●      Lá: Lá đơn, mọc so le. Phiến lá có lông ở cả hai mặt và cuống lá, mép lá có răng cưa. Hình dạng lá thay đổi theo vị trí: lá ở gốc thường hình xoan, không xẻ thùy; lá ở giữa và ngọn thường xẻ sâu thành 3-5 thùy hẹp, dạng chân vịt, thùy giữa dài và nhọn, đôi khi tạo thành hình mũi tên (sagittate). Gân lá hình chân vịt, gân ở mặt trên gần cuống có thể có màu tía. Lá kèm nhỏ, hình sợi.
●      Hoa: Hoa thường mọc đơn độc ở kẽ lá, cuống hoa dài (4-8 cm), có lông cứng. Màu sắc hoa thay đổi từ hồng, đỏ phớt trắng, phớt vàng đến vàng. Tiểu đài (epicalyx) gồm 7-10 bộ phận hình răng hẹp, dài, có lông. Đài hoa (calyx) hình túi, có 5 răng nhỏ ở đỉnh, rụng sớm. Tràng hoa (corolla) có 5 cánh đều nhau, rời. Nhị nhiều, dính liền thành một ống hình trụ (bó nhị) bao quanh vòi nhụy. Bầu trên, 5 ô, có nhiều lông, 1 vòi nhụy với 5 đầu nhụy. Cây thường ra hoa vào mùa hè (tháng 6-7) khi được 5-6 tháng tuổi.26
●      Quả và Hạt: Quả nang, hình trứng nhọn, có khía dọc, dài khoảng 2-3 cm, phủ đầy lông cứng. Khi chín, quả tự mở thành 5 mảnh vỏ. Hạt nhiều, hình thận, màu nâu hoặc nâu sẫm, bề mặt có thể có lông tơ mịn.1 Quả có thể thu hoạch sau khi hoa nở 3-4 tháng, vào khoảng tháng 9-10.26

## Thành phần hóa học
Rễ Sâm chứa chất nhầy 35 - 40%, tinh bột (Đỗ Tất Lợi, 1999).
Theo Trần Công Luận và cs, 2001, rễ cây sâm Bố Chính trồng ở Bạc Liêu chứa phytosterol, coumarin, acid béo, acid hữu cơ, đường khử và hợp chất uronic. Hàm lượng lipid là 3,96%. lipid gồm acid myrisric, acid palmitic, acid stearic, acid oleic, acid linoleic, acid linolenic. Hàm lượng protein toàn phần là 0,23g %, hàm lượng protid là 1,26g %. Các amino acid gồm 11 chất, trong đó có histidin, arginin, threonin, alanin,prolin, tyrosin, valin, phenylalanin và leucin. Hàm lượng tinh bột là 15,14% và chất nhầy là 18,92%. Chất nhầy là D-glucose và L-rhamnose. Ngoài ra, còn có 13 nguyên tố: Na, Ca, Mg, Al, So Fe, V, Mn, Ti, Mo, Cu, Zr và P.

## Cách dùng theo Y Học Cổ Truyền
Bộ Hải Thượng Y Tông Tâm Lĩnh gồm 28 tập 66 quyển, trong đó phần Lĩnh Nam Bản Thảo có Quyển 13 - Quyển hạ, trang 591 ghi chép về cách dùng dạng bài thơ Nôm với tên: Nam Nhân Sâm.
như sau:
Nam Nhân Sâm
Nam nhân sâm có vị cam trung
Bỏ sạch núm đầu ta mới dùng
Bán lãnh bán ôn, không có độc
Bao nhiêu mạch tắc chữa liền thông
Điều vinh dưỡng vệ bổ nguyên khí
Chỉ tả sinh tân phế nhiệt công
Khí hư khí tả uống liền phục (hồi)
Âm hư hoả động, nhiệt phiền xông
Chữa chứng trúng phong liệt bên phải*
Thổ huyết dùng ngươi vẹn công.
Theo y học cổ truyền Sâm bố chính có vị ngọt, hơi nhớt, tính bình, vào kinh Phế, Tỳ. Có tác dụng bổ khí, ích huyết, chỉ khát, sinh tân dịch. Nếu sao với gạo hoặc sao với nước gừng thì có tính ấm, bổ tỳ vị, kích thích tiêu hóa. Thường được dùng chữa cơ thể suy nhược, ăn kém, ngủ kém, đau lưng, đau mình mẩy, các chứng ho sốt nóng, táo bón, hóa khát, thông tiểu tiện, điều kinh, chữa các bệnh phổi, bạch đới.... Liều dùng 16 - 20g dưới dạng thuốc sắc hoặc thuốc bột.
Trước đây, Hải Thượng Lãn ông dùng rễ Sâm bố chính phối hợp với các thuốc khác để chữa bệnh ho, sốt nóng, gầy mòn. Hiện nay, nhiều người dùng nó làm thuốc bổ, thông tiểu tiện, điều kinh, chữa được bệnh sốt, bệnh phổi và bạch đới. Dùng ngoài lấy lá và hoa xát chữa ghẻ ngứa. Ở Trung Quốc, rễ và lá dùng chữa lao phổi, ho do phổi khô, sản hậu tiện bí, thần kinh suy nhược, mụn nhọt sưng lở. Ngày dùng 6-12g sắc uống, ngâm rượu hoặc tán bột uống.